# 倪德隆
倪德隆（法語：：1850年3月17日—1941年11月13日），是天主教法國籍主教和巴黎外方傳教會會士。曾任中國西藏康定教區主教。

## 生平
1850年3月17日，倪德隆出生在法国盧瓦爾-大西洋省聖馬爾德庫泰。於1876年6月29日在法國南特晉鐸，翌年加入巴黎外方傳教會。1878年。被派到中國西藏傳教。
1892年，西藏宗座代牧區宗座代牧畢天榮主教因病回法國。1897年2月15日，倪德隆被時任教宗良十三世任命為為西藏代牧區輔理主教，代理主教事務。同年12月12日晉牧就任。
1901年9月9日，畢天榮在法國去世，倪德隆接替出任西藏宗座代牧區宗座代牧。1924年12月3日，西藏宗座代牧區改稱打箭爐宗座代牧區。
直至1936年8月9日，倪德隆榮休，由華朗廷繼任成為打箭爐宗座代牧區宗座代牧。1941年11月13日，倪德隆在中華民國西康省打箭爐去世，享年91歲。